# Edward Fraenkel
Ej att förväxlas med Edward Frenkel eller Eduard Fraenkel
Ludwig Edward Fraenkel FRS, född 28 maj 1927 i Kiel, Preussen, Tyskland, död 27 april 2019, var en brittisk matematiker och professor vid University of Bath. Han var son till den klassiska filologen Eduard Fraenkel.